# The Price He Paid
Pour plus de détails, voir Fiche technique et Distribution.
The Price He Paid est un film muet américain réalisé par Colin Campbell et sorti en 1912.

## Fiche technique
- Titre : The Price He Paid
- Réalisation : Colin Campbell
- Scénario : Colin Campbell
- Producteur : William Selig
- Société de production : Selig Polyscope Company
- Pays d'origine :  États-Unis
- Format : Noir et blanc — 35 mm — 1.33:1 — Muet
- Genre : Western
- Dates de sortie : 
  -  États-Unis : 30 avril 1912

## Distribution
- Frank Richardson
- Roy Watson
- Hobart Bosworth
- Bessie Eyton
- Anna Dodge